# Julius Korngold
Julius Leopold Korngold, född den 24 december 1860 i Brünn (nu Brno i Tjeckien), död den 25 september 1945 i Los Angeles, var en österrikisk-judisk musikskriftställare. Han var far till Erich Wolfgang Korngold.
Korngold blev juris doktor i Wien och studerade därjämte musik vid konservatoriet där. Han var från 1904 Eduard Hanslicks efterträdare som musikkritiker i Neue Freie Presse.
Eugène Fahlstedt avger följande omdöme i Nordisk familjebok: "I skarpsinne och fin stilkonst väl jämlike med Hanslick, är han fri från dennes formalistiska ensidighet och bl. a. rättvisare mot Wagners tonkonst, f. ö. kritisk mot nutida formupplösande expressionism och impressionism inom musiken. På det musikdramatiska området häfdar han särskildt det rytmisk-sångmelodiskas företräde framför långrandig deklamation."
Sina samlade operakritiker utgav han i Deutsches Opernschaffen der Gegenwart (1920) och Die romanische Oper der Gegenwart (1922). Hans anmälningar av den nyare musiken utkom under titeln Atonale Götzendämmerung 1937. Året efter lämnade han Österrike, som samma år införlivades i Tyska riket, till förmån för USA.